# Bischof (berg)
De Bischof is een berg in de deelstaat Beieren, Duitsland. De berg heeft een hoogte van 2033 meter.
De Bischof is onderdeel van het Estergebergte, dat weer deel uitmaakt van de Bayerische Voralpen.